# Strucksfeld
Strucksfeld ist eine Hofschaft in Hückeswagen im Oberbergischen Kreis im Regierungsbezirk Köln in Nordrhein-Westfalen (Deutschland).

## Lage und Beschreibung
Strucksfeld liegt im westlichen Hückeswagen an der Grenze zu Wermelskirchen nahe Scheideweg.
Weitere Nachbarorte sind Kurzfeld, Stoote, Dreibäumen, Dörpfeld, Dörpfelderhöhe,  Oberhebbinghausen (Wermelskirchen) und Unterhebbinghausen (Wermelskirchen). Der Ort ist über eine Zufahrtsstraße von der Landesstraße L101 zwischen Scheideweg und Dreibäumen erreichbar.
Im Ort entspringt einer der beiden Quellbäche des Strucksfelder Bachs, ein Zufluss des Bachs Kleine Dhünn. Eine der Quellen fließt durch eines der ältesten Fachwerkhäuser der Gegend, das vermutlich um 1580 erbaut wurde. Die Quelle wurde hierbei im Keller geführt und läuft heute durch das Haus und unter der Straße hindurch auf eine Wiese zu. Neben der Quelle ist zusätzlich noch ein alter Brunnen, der zur Wasserversorgung des Umfelds genutzt wurde.

## Geschichte
1532 wurde der Ort das erste Mal urkundlich erwähnt: „Von vier in der Einwohnerliste aufgeführten to dem Velde ist Stucksfeld vermutlich der letzte mit Tilman und Grete to dem Velde“. Schreibweise der Erstnennung: to dem Velde.
Im 18. Jahrhundert gehörte der Ort zum  bergischen Amt Bornefeld-Hückeswagen. 1815/16 lebten 38 Einwohner im Ort. 1832 gehörte Strucksfeld der Großen Honschaft an, die ein Teil der Hückeswagener Außenbürgerschaft innerhalb der Bürgermeisterei Hückeswagen war. Der laut der Statistik und Topographie des Regierungsbezirks Düsseldorf als Weiler kategorisierte Ort besaß zu dieser Zeit vier Wohnhäuser und acht landwirtschaftliche Gebäude. Zu dieser Zeit lebten 38 Einwohner im Ort, allesamt evangelischen Glaubens.
Im Gemeindelexikon für die Provinz Rheinland werden für 1885 sechs Wohnhäuser mit 51 Einwohnern angegeben. Der Ort gehörte zu dieser Zeit zur Landgemeinde Neuhückeswagen innerhalb des Kreises Lennep. 1895 besitzt der Ort acht Wohnhäuser mit 51 Einwohnern, 1905 sieben Wohnhäuser und 41 Einwohner.

## Wander- und Radwege
Folgende Wanderwege führen durch den Ort:
- Die SGV-Hauptwanderstrecke X19 (Schlösserweg) von Düsseldorf nach Dillenburg und

- Der Bergische Panoramasteig (4. Etappe: Dhünn (Wermelskirchen) – Radevormwald)

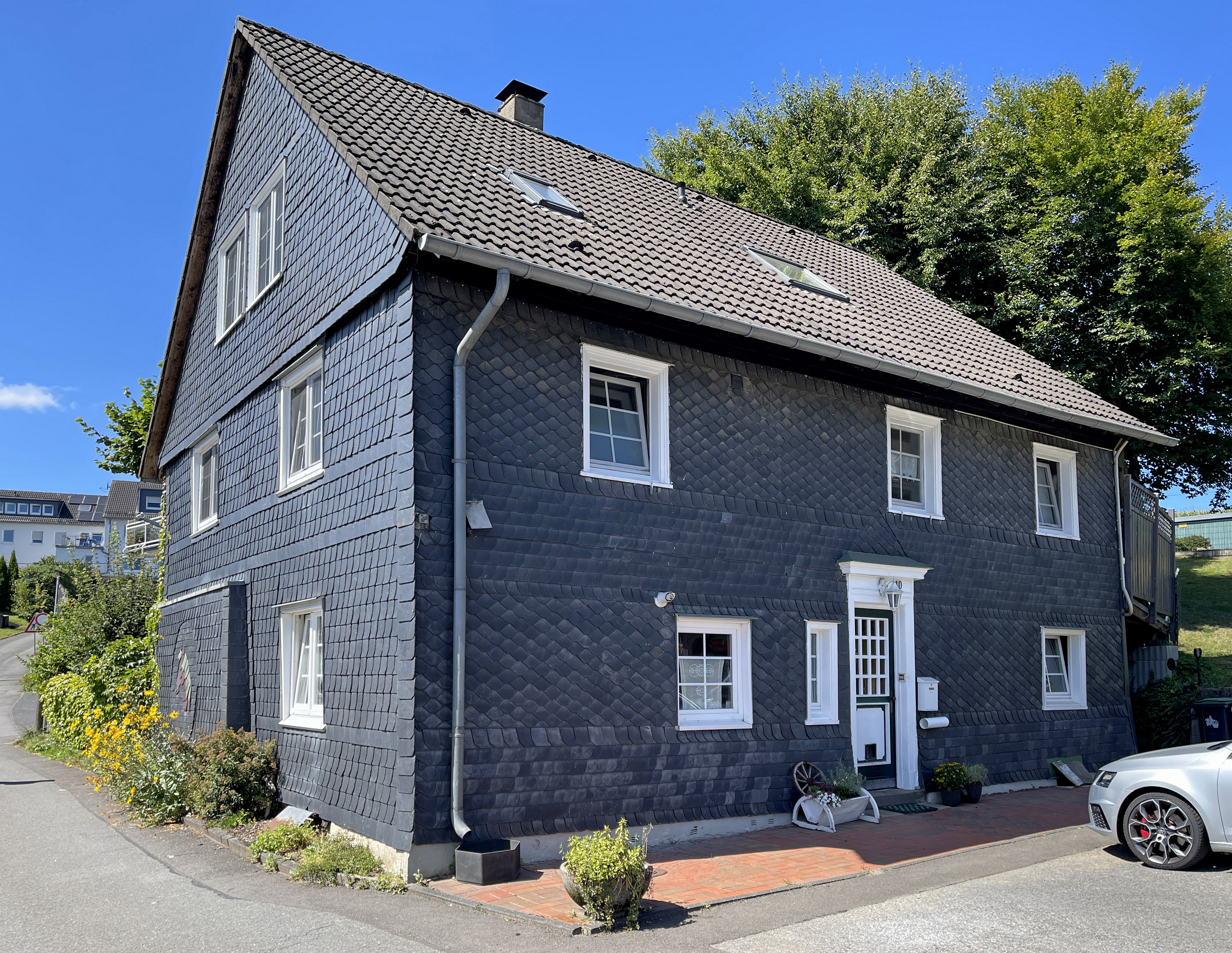
Schieferhaus in Strucksfeld
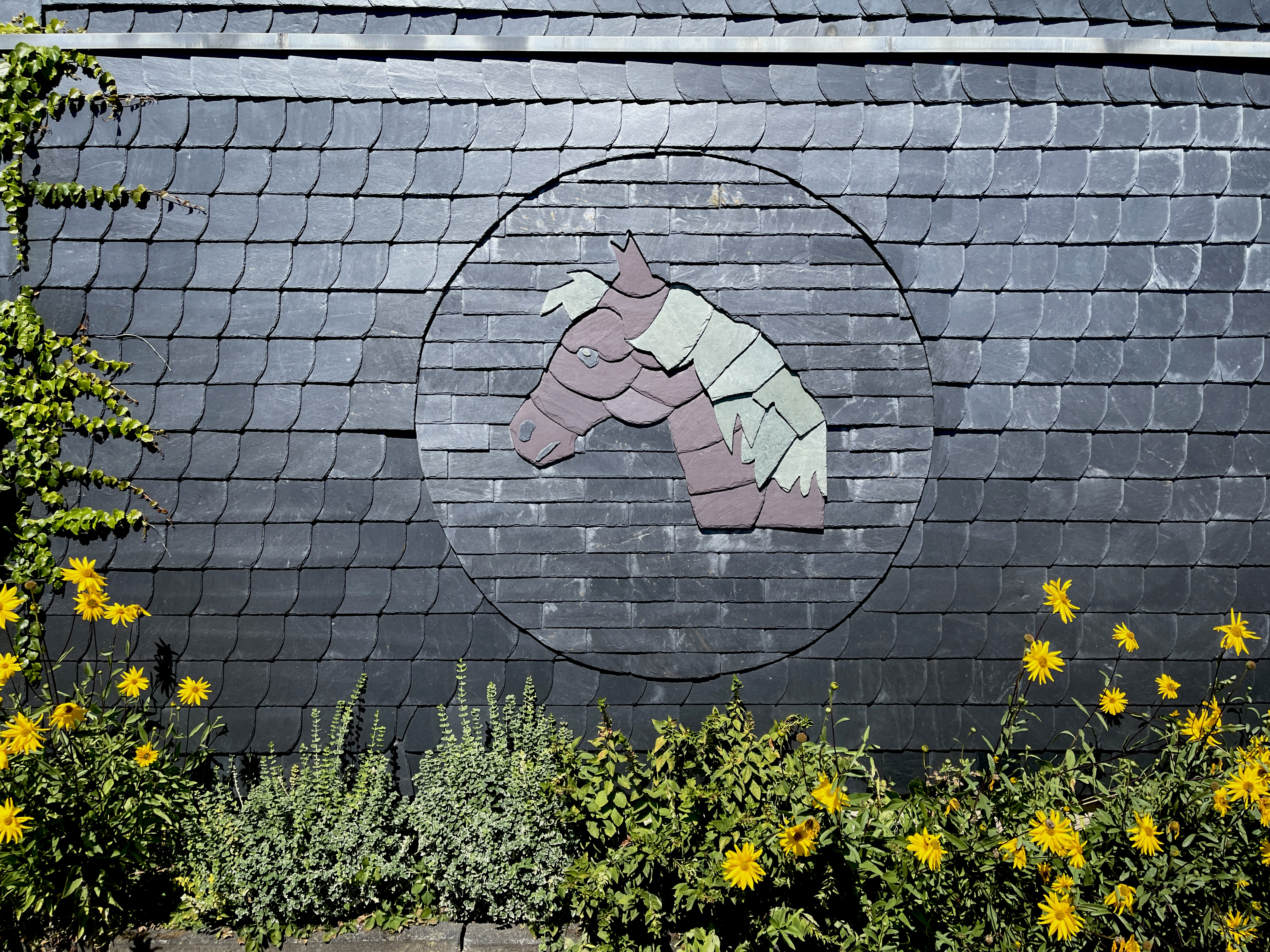
Schieferschmuck
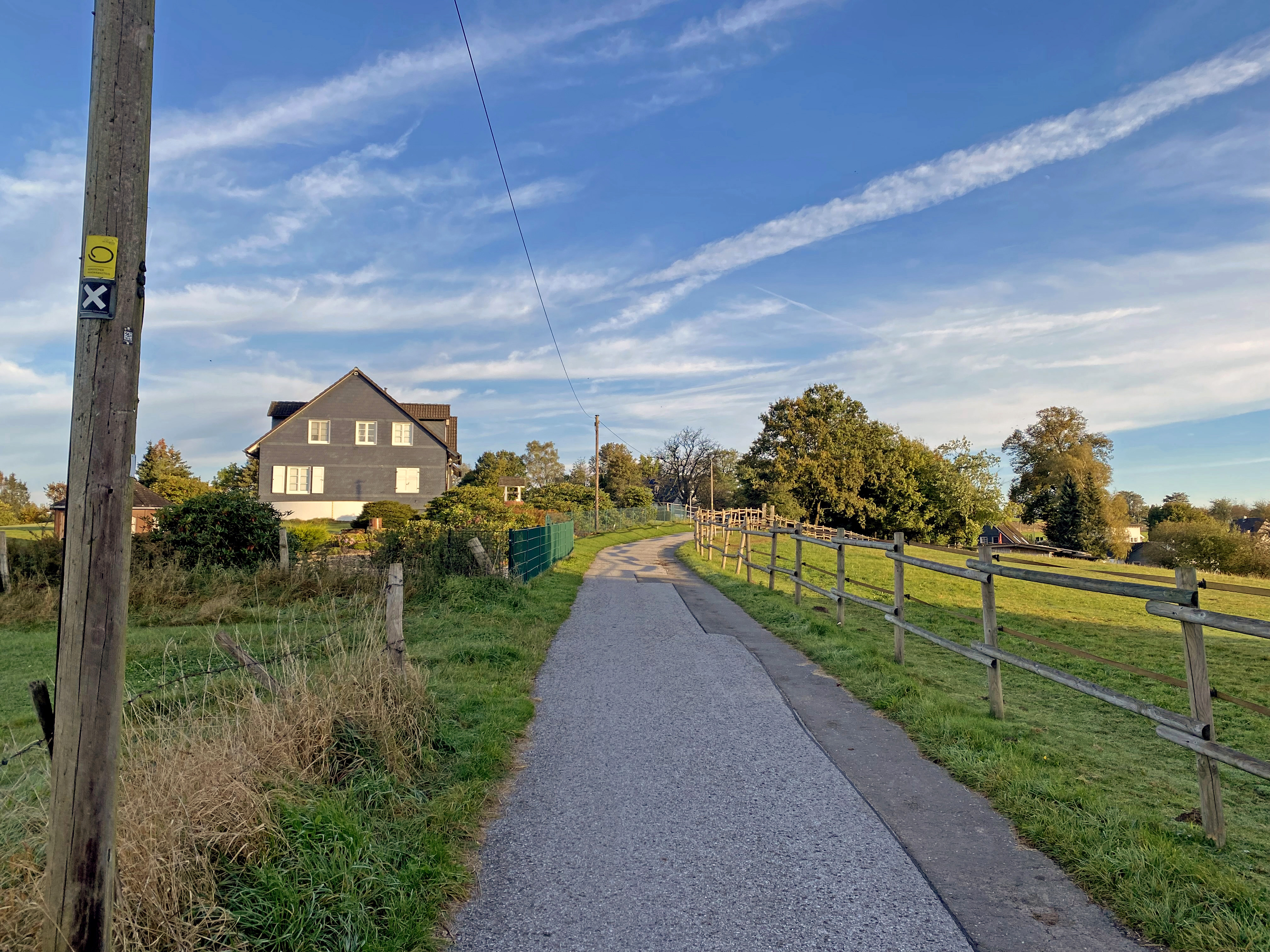
Strucksfeld
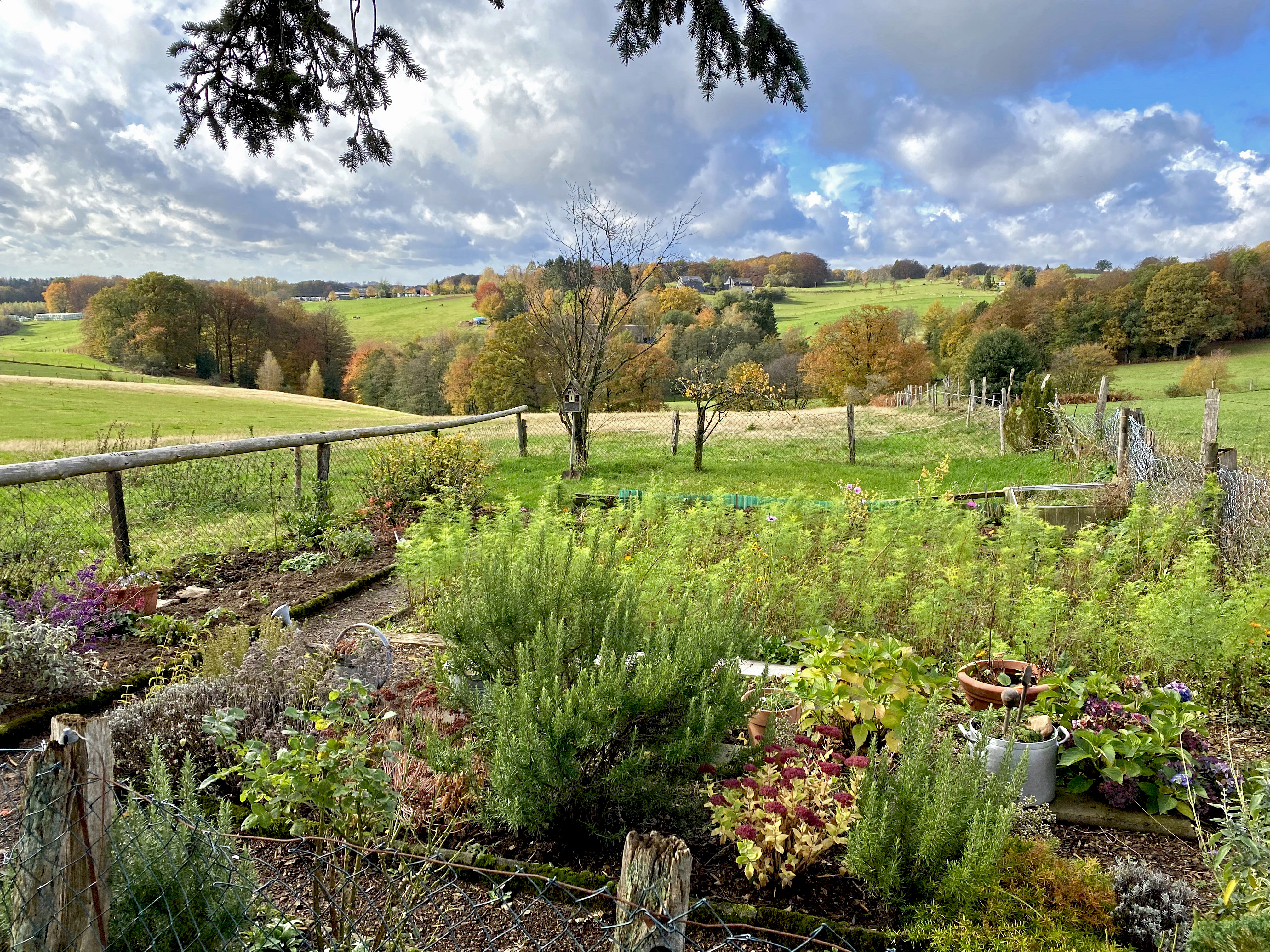
Bauerngarten in Strucksfeld – Blick auf Unter-/Oberhebbinghausen
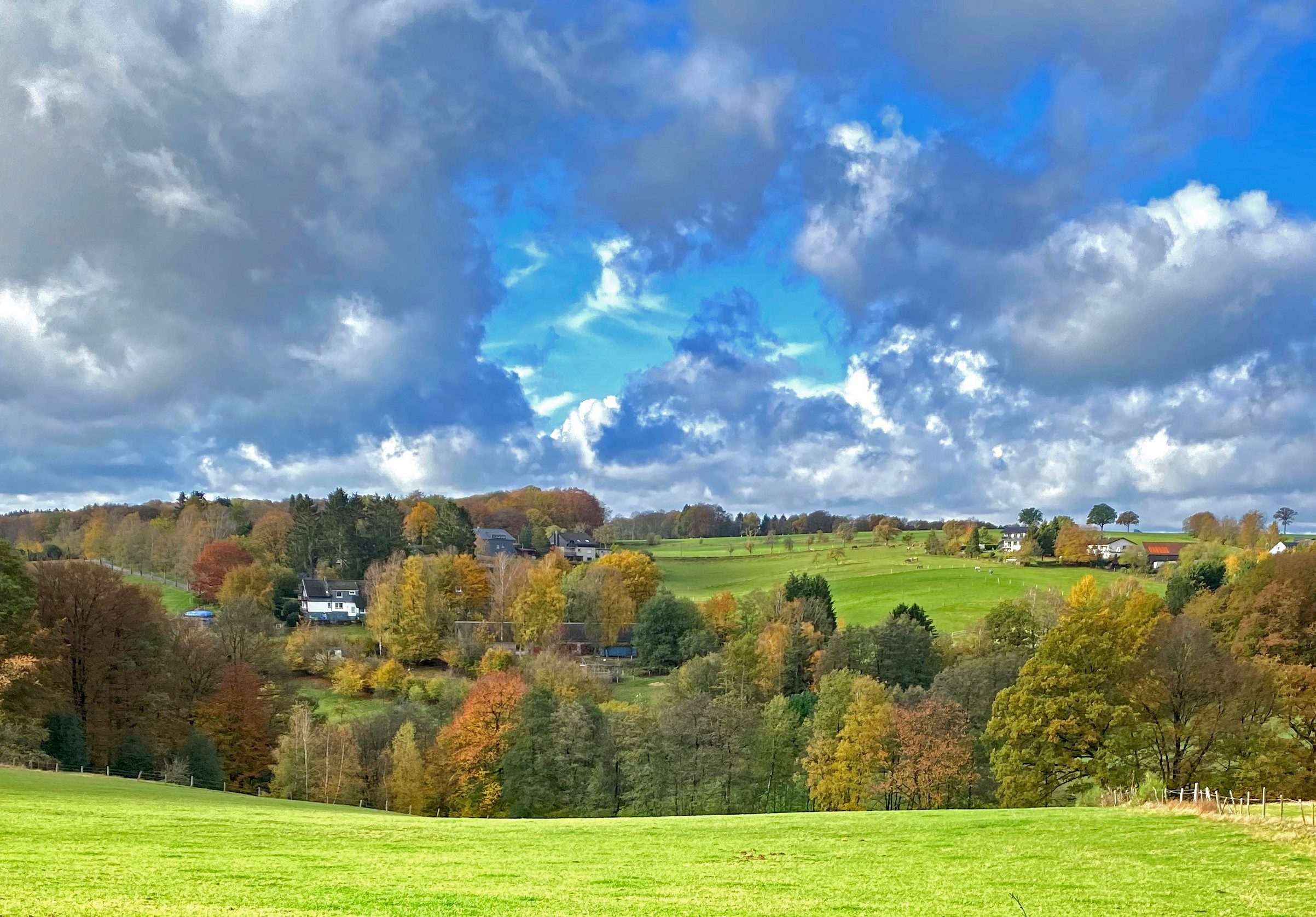
Blick v. Strucksfeld nach Ober-/Unterhebbinghausen
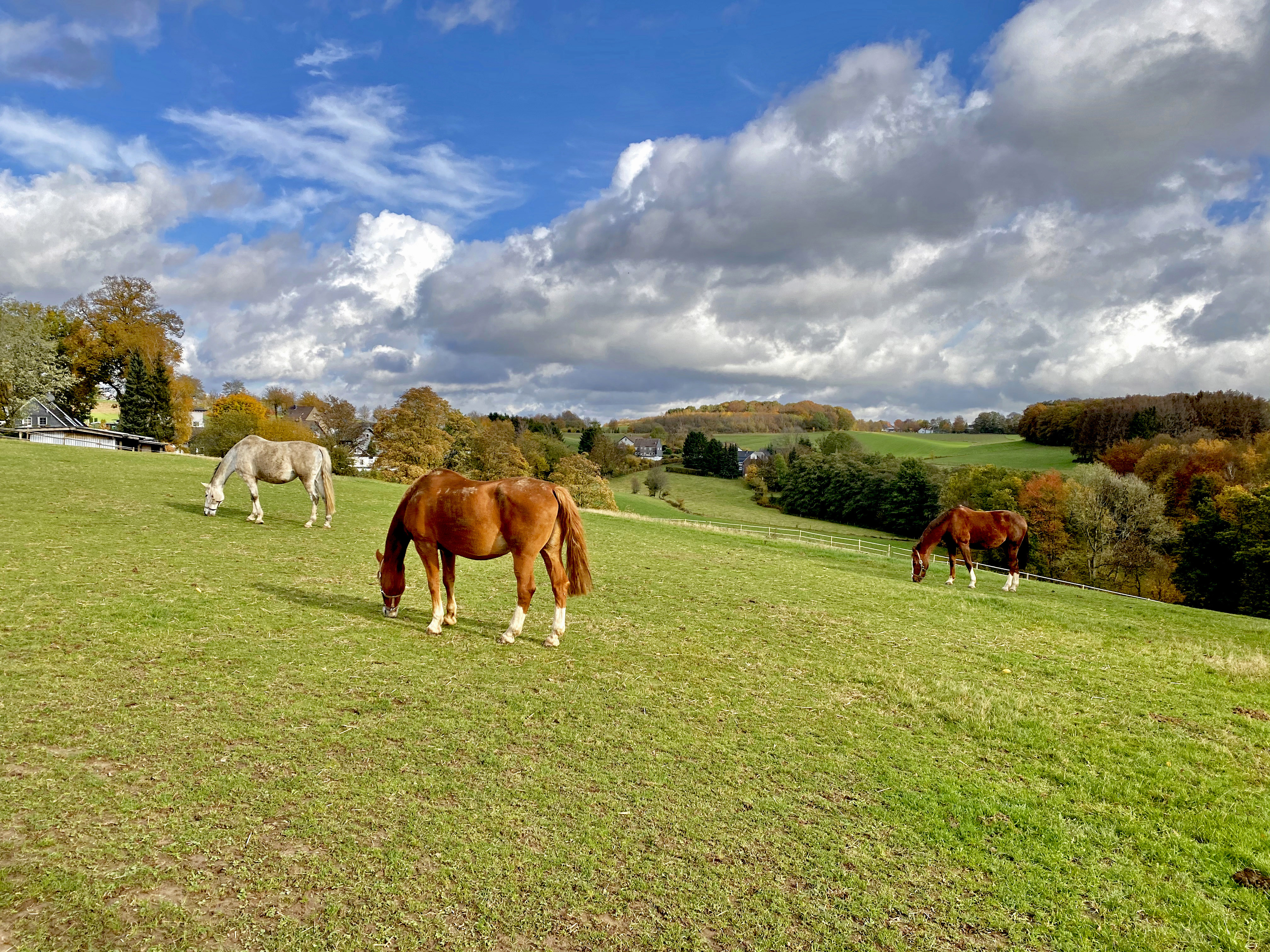
Pferdeweide in Strucksfeld